# Суковиці
Суковиці (пол. Sukowice) — село в Польщі, у гміні Цисек Кендзежинсько-Козельського повіту Опольського воєводства.
Населення — 335 осіб (2011).

## Демографія
Демографічна структура станом на 31 березня 2011 року:
|          | Загалом | Допрацездатний вік | Працездатний вік | Постпрацездатний вік |
| -------- | ------- | ------------------ | ---------------- | -------------------- |
| Чоловіки | 166     | 32                 | 109              | 25                   |
| Жінки    | 169     | 24                 | 98               | 47                   |
| Разом    | 335     | 56                 | 207              | 72                   |